# 마쓰시마촌 (나가사키현)
마쓰시마촌(松島村)은 나가사키현 니시소노기군에 있던 촌이다. 

## 지리
니시소노기 반도 서쪽의 가쿠리키나다(角力灘, 고토나다)에 떠 있는 마쓰시마 섬을 주요 마을 지역으로 구성되어 있다. 

## 역사
- 1889년 4월 1일 - 정촌제 시행에 의해 니시소노기군 마쓰시마촌'이 성립하였다.
- 1955년 2월 11일 - 세토정, 다이라촌, 유키노우라촌과 합병해 오세토정이 성립하여, 마쓰시마촌은 지자체로서 소멸하였다.

## 산업
농업과 어업 외에도 에도시대에 마을 내에서 석탄이 발견된 이후 탄광 사업도 활발하게 이루어졌다. 지역 내에는 마쓰시마 탄광을 비롯한 탄광 관련 기업이 있다. 

## 참고문헌
- 角川日本地名大辞典 42 長崎県
- 西彼杵郡現勢一班「多以良村現勢内容」（1926年）国立国会図書館デジタルコレクション